# Алан Маннус
Алан Маннус (англ. Alan Mannus, нар. 19 травня 1982, Торонто) — північноірландський футболіст, фланговий півзахисник, воротар клубу «Сент-Джонстон».
Виступав, зокрема, за клуби «Лінфілд» та «Шемрок Роверс», а також національну збірну Північної Ірландії.

## Клубна кар'єра
У дорослому футболі дебютував 2000 року виступами за команду клубу «Лінфілд», в якій провів дев'ять сезонів, взявши участь у 266 матчах чемпіонату. Більшість часу, проведеного у складі «Лінфілда», був основним гравцем команди.
Своєю грою за цю команду привернув увагу представників тренерського штабу клубу «Шемрок Роверс», до складу якого приєднався 2009 року. Відіграв за команду з Дубліна наступні два сезони своєї ігрової кар'єри. Граючи у складі «Шемрок Роверс» також здебільшого виходив на поле в основному складі команди.
До складу клубу «Сент-Джонстон» приєднався 2009 року. Відтоді встиг відіграти за команду з Перта 139 матчів в національному чемпіонаті.

## Виступи за збірну
У 2004 році дебютував в офіційних матчах у складі національної збірної Північної Ірландії. Наразі провів у формі головної команди країни 7 матчів.

## Титули і досягнення
- Чемпіон Північної Ірландії (5):

«Лінфілд»: 2000-01, 2003-04, 2005-06, 2006-07, 2007-08
- Володар Кубка Північної Ірландії (4):

«Лінфілд»: 2001-02, 2005-06, 2006-07, 2007-08
- Володар Кубка північноірландської ліги (2):

«Лінфілд»: 2005-06, 2007-08
- Чемпіон Ірландії (5):

«Шемрок Роверс»: 2010, 2011, 2020, 2021, 2022
- Володар Кубка Шотландії (1):

«Сент-Джонстон»: 2013-14
- Володар Кубка Ірландії (1):

«Шемрок Роверс»: 2019
- Володар Кубка Президента Ірландії (1):

«Шемрок Роверс»: 2022